# Anii 50 î.Hr.
Secole: Secolul al II-lea î.Hr. - Secolul I î.Hr. - Secolul I
Decenii: Anii 100 î.Hr. Anii 90 î.Hr. Anii 80 î.Hr. Anii 70 î.Hr. Anii 60 î.Hr. - Anii 50 î.Hr. - Anii 40 î.Hr. Anii 30 î.Hr. Anii 20 î.Hr. Anii 10 î.Hr. Anii 0 î.Hr.
Anii: 60 î.Hr. | 59 î.Hr. | 58 î.Hr. | 57 î.Hr. | 56 î.Hr. | 55 î.Hr. | 54 î.Hr. | 53 î.Hr. | 52 î.Hr. | 51 î.Hr. | 50 î.Hr.
Evenimente